# Notre-Dame-Auxiliatrice-de-Buckland
Notre-Dame-Auxiliatrice-de-Buckland es un municipio parroquial canadiense situado en la provincia de Quebec.

## Superficie
Notre-Dame-Auxiliatrice-de-Buckland tiene una superficie de 94,71 km².

## Demografía
En 2021, tenía 767 habitantes, una densidad poblacional de 8,1 hab./km², y 519 viviendas.